# Jardin de l'Observatoire de Toulouse
Pour les articles homonymes, voir Jardin de l'Observatoire.
Le jardin de l'Observatoire de Toulouse est un jardin public de Toulouse situé sur les hauteurs de Jolimont.

## Histoire
Construit entre 1841 et 1847 sur des plans d'Urbain Vitry pour accueillir l'observatoire de Toulouse, il ouvre au public en 1982, à la suite du départ de celui-ci pour le campus scientifique Toulouse-Rangueil. Il accueille maintenant l'Académie de l'air et de l'espace et la Société d'Astronomie Populaire.

## Description
D'une superficie de trois hectares et entouré de murs, le parc héberge de nombreuses espèces d'arbres : frênes, arbres de Judée, mélia, charmes, érables de Pennsylvanie, tilleuls, noyers d'Amérique, pins parasols, ailantes, plaqueminiers. Du côté des arbustes, majoritairement du laurier tin, mais aussi un amandier, des cognassiers, un filaria, des arbousiers et des nerprun alaterne.
Le jardin a été conçu comme partie intégrante de l'observatoire et en garde plusieurs traces : les allées sont orientées suivant le méridien et dans l'axe est-ouest. Il y a aussi deux piliers servant d'ailleurs à régler la lunette méridienne.